# فيغارد فورين
فيغارد فورين (16 فبراير 1988 بهيمنا في النرويج - ) هو لاعب كرة قدم نرويجي في مركزي الدفاع وقلب الدفاع. شارك مع منتخب النرويج تحت 21 سنة لكرة القدم ومنتخب النرويج لكرة القدم وNorway national under-23 association football team ‏. أما مع النوادي، فقد لعب مع نادي ساوثهامبتون ونادي مولده.

## وصلات خارجية
- فيغارد فورين على موقع الاتحاد الأوربي (الإنجليزية)
- فيغارد فورين على موقع اتحاد النرويج (النرويجية)
- فيغارد فورين على موقع قاعدة بيانات كرة القدم.إي يو (الإنجليزية)
- فيغارد فورين على موقع ناشيونال فوتبول تيمز (الإنجليزية)
- فيغارد فورين على موقع Soccerbase.com (لاعب) (الإنجليزية)
- فيغارد فورين على موقع Soccerway.com (الإنجليزية)
- فيغارد فورين على موقع عالم كرة القدم.نت (الإنجليزية)
- فيغارد فورين على موقع AS.com (الإسبانية)